# Ansauvillers
Ansauvillers är en kommun i departementet Oise i regionen Hauts-de-France i norra Frankrike. Kommunen ligger i kantonen Breteuil som tillhör arrondissementet Clermont. År 2022 hade Ansauvillers 1 140 invånare.

## Befolkningsutveckling
Antalet invånare i kommunen Ansauvillers
| Referens: INSEE |